# Trichlormethiazide
Trichlormethiazide (INN, hiện đang được bán dưới tên thương hiệu Achletin, Diu-Hydrin và Triflumen) là thuốc lợi tiểu có đặc tính tương tự như hydrochlorothiazide. Nó thường được dùng để điều trị phù (bao gồm cả liên quan đến suy tim, xơ gan và điều trị bằng corticosteroid) và tăng huyết áp. Trong y học thú y, trichlormethiazide có thể được kết hợp với dexamethasone để được sử dụng trên ngựa với sưng nhẹ xa chân tay và bầm tím toàn thân.
Là một chất lợi tiểu (đặc biệt là một thiazide), trichlormethiazide khuyến khích mất nước từ cơ thể. Trichlormethiazide hoạt động bằng cách ức chế tái hấp thu ion Na +/Cl - từ ống lượn xa của thận. Ngoài ra, trichlormethiazide làm tăng bài tiết kali.

## Cơ chế
Trichlormethiazide dường như ngăn chặn sự tái hấp thu tích cực của chloride và có thể là natri trong vòng tăng dần của Henle. Điều này dẫn đến việc bài tiết natri, chloride và nước, và do đó hoạt động như một chất lợi tiểu. Mặc dù trichlormethiazide được sử dụng để điều trị

## Tổng hợp
Trichlormethiazide là 1,1-dioxide 3,4-dihydro-3- (dichlormethyl) -6-chloro-2H-1,2,4-benzothiadiazin-7-sulfonamide. 

Tổng hợp trichlormethiazide:

Từ đồng nghĩa của thuốc này là esmarin, esmalorid, anatran, carvacron, intomene, sanamirone, methahydrin, naqua, triazide, và các loại khác.